# Parville
Parville är en kommun i departementet Eure i regionen Normandie i norra Frankrike. Kommunen ligger i kantonen Évreux-Nord som tillhör arrondissementet Évreux. År 2022 hade Parville 288 invånare.

## Befolkningsutveckling
Antalet invånare i kommunen Parville
Referens:INSEE